# Nazneen Contractor

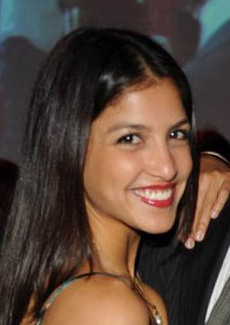
Nazneen Contractor, 2009

Nazneen Contractor (* 26. August 1982 in Mumbai, Indien) ist eine Schauspielerin parsischer Herkunft, die 2008 durch ihre Mitwirkung in der Fernsehserie The Border internationale Bekanntheit erlangte.

## Leben
Nazneen Contractor erblickte das Licht der Welt in der indischen Großstadt Mumbai und wuchs anschließend in Nigeria auf. Als sie sieben Jahre war, zog ihre Familie nach London und zwei Jahre später nach Toronto, wo sie den Großteil ihrer Jugend verbrachte und ihr Tanz- und Schauspielstudium absolvierte.
Ihre erste Fernsehrolle bekleidete Nazneen Contractor in der im Jahr 2000 gedrehten Folge Siren’s Song der Fernsehserie Starhunter, ihre erste Filmrolle in dem am 28. Juli 2006 in Indien uraufgeführten Spielfilm We R Friends.
Ihren Durchbruch schaffte sie 2008 durch ihre Mitwirkung in der Fernsehserie The Border, in der sie die Rolle der Layla Hourani verkörpert. In den nächsten zwei Jahren wirkte sie als Kayla Hassan in 21 Folgen der Fernsehserie 24 mit.
Nazneen Contractor gehört zur Ethnie der Parsen, die der Lehre des Zoroastrismus folgt. Während es Schätzungen zufolge nur noch rund 150.000 Parsen weltweit gibt, leben allein mehr als 7.000 von ihnen in ihrer langjährigen Heimatstadt Toronto.
Gegenwärtig lebt Contractor mit ihrem Mann Carlo Rota und Sohn in Los Angeles.
Zu ihren bevorzugten Freizeitaktivitäten gehören Laufsport und Yoga.

## Filmografie (Auswahl)

### Serien
- 2001: Relic Hunter – Die Schatzjägerin (Relic Hunter, Episode 3x06)
- 2008: The Border (26 Episoden)
- 2010: Rules of Engagement (3 Episoden)
- 2010: 24 (21 Episoden)
- 2012: XIII – Die Verschwörung (XIII: The Series, Episode 2x13)
- 2013–2014: Revenge (2 Episoden)
- 2014: Bones – Die Knochenjägerin (Bones, Episode 9x16)
- 2014: Person of Interest (Episode 3x18)
- 2014: Covert Affairs (12 Episoden)
- 2015: Scorpion (Episode 1x14)
- 2015: Stalker (Episode 1x13)
- 2015: Castle (S7 E12)
- 2015: Heroes Reborn (8 Episoden)
- 2017: Major Crimes (4 Episoden)
- 2017–2019: Ransom (37 Episoden)
- 2018: Hawaii Five-0 (Episode 9x06)
- 2018–2020: Star Wars Resistance (17 Episoden, Stimme von Synara San)
- 2019: Law & Order: Special Victims Unit (Episode 20x23)
- 2019–2020: Willkommen bei den Louds (The Loud House, 2 Episoden, Stimme von Ruby)
- 2022: Charmed (3 Episoden)
- seit 2024: General Hospital (4 Episoden)
- 2024: Holidazed (2 Folgen)
- 2025: The Love Club (Fernsehserie)

### Filme
- 2010: Love Letters (Fernsehfilm)
- 2011: Seance: The Summoning
- 2012: Pegasus Vs. Chimera (Fernsehfilm)
- 2013: Star Trek Into Darkness
- 2017: Tiny House of Terror (Fernsehfilm)
- 2017: Roman J. Israel, Esq. – Die Wahrheit und nichts als die Wahrheit (Roman J. Israel, Esq.)
- 2020: The Christmas Ring (Fernsehfilm)
- 2021: A Winter Getaway (Fernsehfilm)
- 2021: Saw: Spiral (Spiral: From the Book of Saw)
- 2021: Trigger Point
- 2022: The Perfect Pairing (Fernsehfilm)
- 2024: Love on the Danube: Love Song (Fernsehfilm)